# حديقة مقاطعة غاريبالدي
حديقة مقاطعة غاريبالدي وتسمى أيضًا حديقة غاريبالدي، هي حديقة برية تقع على البر الرئيسي الساحلي لكولومبيا البريطانية بكندا، على بعد 70 كيلومتر (43.5 ميل) شمال فانكوفر. تم تأسيسها في عام 1920 وتم تسميتها بمنتزه مقاطعة كولومبيا البريطانية من الدرجة الأولى في عام 1927. تعد الحديقة وجهة شهيرة للاستجمام في الهواء الطلق، حيث تضم أكثر من 30000 من المعسكرات الليلية وأكثر من 106000 مستخدم يوميًا في موسم (2017-2018).
يمتد منتزه غاريبالدي على مساحة تزيد عن 1950 كيلومتر مربع (753 ميل مربع)، ويضم غالبية جبال سلسلة جبال غاريبالدي. يتم التوجه للجانب الغربي من المنتزه بشكل كبير من قبل السائحين نظرًا للوصول الذي يوفره الطريق السريع 99. يصعب الوصول إلى البرية الشرقية للمنتزه، وبالتالي فهي أبعد من الجهة الغربية. إلى الجنوب، يتصل متنزه غاريبالدي بمتنزه جولدن إيرز الإقليمي ومتنزه بينيكون بيرك الإقليمي، بينما تمتد أقسامه الشمالية عبر منتجع ويسلر للتزلج، وتصل تقريبًا إلى قرية بيمبرتون.

## السكان الاصليين
يُشار إلى جبل غاريبالدي من قبل شعب سكواميش باسم "Nch'ḵay̓"، ويعني "المكان القذر" في إشارة إلى المياه الموحلة لنهر تشيكي. يعد الجبل معلمًا ثقافيًا مهمًا لسكواميش، حيث تُستخدم المنطقة المحيطة به للصيد والبحث عن الطعام وجمع حجر السج. في أساطير سكواميش، كانت Nch'ḵay̓ هي القمة التي ربط الناس بها زوارقهم لتجنب اجتياح الطوفان العظيم.

### التاريخ الحديث
حصلت حديقة مقاطعة غاريبالدي على اسمها الحديث من جبل غاريبالدي، والذي سمي على اسم جوزيبي غاريبالدي من قبل الكابتن جورج هنري ريتشاردز أثناء مسح هاو ساوند في عام 1860.
في عام 1907، تم الانتهاء من أول صعود لجبل غاريبالدي من قبل متسلقي جبال فانكوفر، دبليو دالتون، كينغ، وتي باتيسون، وجي جي تروري، وجي وارين. ألهمت المناظر من القمم إنشاء معسكرات التسلق الصيفية في بحيرة غاريبالدي، والتي ضمت بين صفوفها العديد من أعضاء نادي تسلق الجبال في كولومبيا البريطانية الذي تم تشكيله حديثًا. أدى أول هذه المعسكرات إلى تسمية الأنياب السوداء وصعودها لأول مرة، من قبل حزب بقيادة ويليام ج. جراي في عام 1912. أدى الاهتمام الذي أثارته المعسكرات في النهاية إلى تشريع الحديقة كمحمية طبيعية في عام 1920، وتم تعيينها كمتنزه إقليمي من الدرجة الأولى في عام 1927.
في عام 1967، تم تقسيم الجزء الجنوبي من منتزه مقاطعة غاريبالدي ليصبح منتزه جولدن إيرز الإقليمي، والذي يمتد جنوبًا بين أحواض بحيرة بيت ونهر ستاف داخل بلدية مابل ريدج.
اليوم، يعد منتزه غاريبالدي موقعًا شهيرًا للاستجمام في الهواء الطلق، وقد شهد استخدامًا متزايدًا بشكل كبير خلال العقد الماضي. وفي فترة الخمس سنوات بين موسم 2012/13 وموسم 2017/2018، زاد الحضور في الحديقة ثلاثة أضعاف عدد المعسكرين ليلاً، في حين زاد عدد مستخدمي النهار عشرة أضعاف.

## جيولوجيا

### الميزات الجيولوجية
تتكون المناظر الطبيعية للحديقة من العديد من الجبال الوعرة شديدة الانحدار والغابات الساحلية وبحيرات جبال الألب. تم تشكيل الكثير من هذه المناظر الطبيعية من خلال التجلد القاري وجبال الألب الرباعي، بالإضافة إلى النشاط البركاني مثل ثوران جبل غاريبالدي منذ حوالي 13000 سنة.
يوجد أكثر من 150 نهرًا جليديًا في المنتزه، بما في ذلك حقلي غاريبالدي نيفي ومامكوام الجليديين. أعلى قمة في حديقة غاريبالدي هي جبل ويدج، على ارتفاع 2891 متر (9485 قدم). وتتضمن أيضًا ميزات بركانية مثل تويا الأنديسايت المعروف باسم جبل تابل، ومخروط الرماد المعروف باسم أوبل كون، والتي تعد جزءًا من حزام غاريبالدي البركاني.
يوجد عدد من بحيرات جبال الألب في الحديقة، بما في ذلك بحيرة غاريبالدي، وبحيرة تشيكاموس، وبحيرة مامكوام، وبحيرات إلفين، وعدد من البحيرات الصغيرة. تعتبر الحديقة أصل نهر بيت، أحد روافد نهر فريزر.

### الحاجز
يتم الاحتفاظ ببحيرة غاريبالدي بواسطة سد الحمم البركانية المعروف باسم الحاجز. في وقت ما في خريف أو شتاء 1855-1856، انهار جزء من هذا السد، مما أدى إلى انهيار أرضي بمساحة 25.000.000 متر مكعب (880.000.000 قدم مكعب) دمر المنطقة. تم لفت انتباه الرأي العام إلى عدم استقرار الحاجز في السبعينيات، مما أدى في النهاية إلى إعلان المنطقة الواقعة تحته غير آمنة للسكن في عام 1981. وتم إخلاء قرية غاريبالدي نتيجة لذلك.
اليوم، يُشار إلى الأرض الواقعة أسفل الحاجز مباشرةً باسم منطقة الدفاع المدني للحاجز من قبل شركة BC Parks. تتم الإشارة إلى المنطقة المحيطة بها من خلال لافتات تحذر المتنزهين من التخييم أو التوقف أو البقاء داخل منطقة الخطر.

### الركود الجليدي
في عام 2007، أجرى قسم علوم الأرض في جامعة سايمون فريزر دراسة عن انحسار الأنهار الجليدية في حديقة غاريبالدي. توصلت هذه الدراسة إلى أنه بحلول عام 2005، انخفضت تغطية الأنهار الجليدية في المتنزه إلى 49% مما كانت عليه في أوائل القرن الثامن عشر. وأرجعت الدراسة هذا الانخفاض إلى اتجاه تغير درجات الحرارة العالمية في القرن العشرين. وأكدت دراسة مماثلة أجراها نفس المؤلفين في عام 2013 أن الأنهار الجليدية في المنتزه، إلى جانب الأنهار الجليدية الأخرى في غرب كندا، هي في أصغر حجم لها منذ عدة آلاف من السنين.

## روابط خارجية
- Burton Hut at the University of British Columbia's Varsity Outdoors Club wiki
- BCParks - Garibaldi page
- - UN database entry
- - History of Park and Area - Virtual Museum of Canada
- - Garibaldi Park 2020 - History of Park and Mapping